# Carl Friedrich Meyer (Geograph)

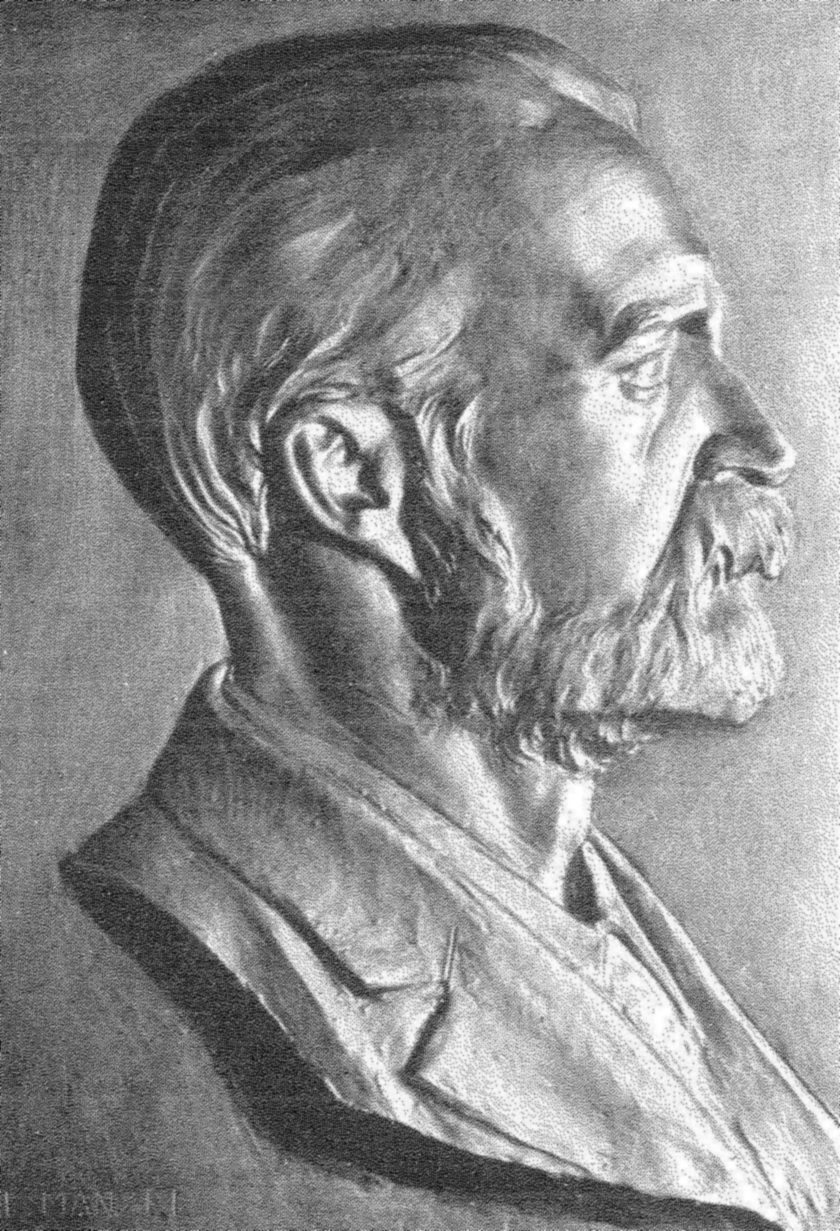
Carl Friedrich Meyer,
Bronzerelief von Ludwig Manzel.

Carl Friedrich Meyer  (* 17. Dezember 1840 in Quedlinburg; † 12. Oktober 1904 in Stettin) war ein deutscher Geograph, Heimatforscher und Gymnasiallehrer. Er widmete sich besonders der Buchheide bei Stettin und wurde deshalb auch Buchheide-Meyer genannt.

## Lebenslauf
Carl Friedrich Meyer war der Sohn eines Essigfabrikanten. Bis 1860 besuchte er das Gymnasium in seiner Heimatstadt Quedlinburg, danach studierte er Geschichte und Geographie an der Universität Halle. 1864 bestand er die Lehrerprüfung und ging an die Friedrich-Wilhelm-Schule in Stettin, wo er vierzig Jahre lang tätig sein sollte. 
Er schuf Landkarten für Unterrichtszwecke und veranstaltete für seine Schüler Wanderungen in der Umgebung von Stettin. Carl Friedrich Meyer befasste sich mit historischen und geographischen Forschungen über Stettin und Umgebung, insbesondere mit dem Studium historischer Landkarten Pommerns. Die Ergebnisse veröffentlichte er im Jahresbericht des Vereins für Erdkunde zu Stettin, in den Monatsblättern, herausgegeben von der Gesellschaft für pommersche Geschichte, Altertumskunde und Kunst, und in Programmheften seiner Friedrich-Wilhelm-Schule.
Carl Friedrich Meyer war Mitglied des Vereins für Erdkunde zu Stettin und dessen Sekretär. Er hielt Vorträge über die Stettiner Heimatkunde, insbesondere über die Buchheide.
Am 3. Mai 1889 gründete Carl Friedrich Meyer gemeinsam mit dreißig anderen Liebhabern der Buchheide den Buchheide-Verein, wurde zum Vorsitzenden gewählt und behielt den Posten lebenslang. In der Buchheide wurden Wanderrouten abgesteckt, an steilen Stellen wurden Treppen errichtet. Es entstanden Aussichtspunkte und Spielplätze. Er besorgte auch bei der Eisenbahndirektion günstige Verbindungen Stettins mit der Buchheide. 
Carl Friedrich Meyer wurde auf dem Stettiner Hauptfriedhof bestattet. Im Jahr darauf errichtete der Buchheide-Verein ein Denkmal seines Ehrenvorsitzenden am Heiligen Berg mit einem Relief, einem Werk des Bildhauers Ludwig Manzel (1858–1936). Das Relief wurde nach 1945 zerschlagen und die Trümmer am Ort verscharrt.
Das Denkmal in der Buchheide wurde 2023 von einer Gruppe Stettiner Heimatforscher wiederhergestellt, das Relief wurde dazu aus Granit originalgetreu nachgefertigt.

## Schriften (Auswahl)
- Die Lubinsche Karte. In: Jahresbericht des Vereins für Erdkunde zu Stettin. 1883–1885, S. 13–19.
- Stettin zur Schwedenzeit. Stadt, Festung und Umgebung am Ende des 17. Jahrhunderts mit besonderer Berücksichtigung der Belagerung von 1677. Mit einer Karte und zwei Plänen. Ewald Gentzsohn, Stettin 1886.
- Erläuterung des Bildes von Alten-Stettin v. J. 1625. Dazu die Pläne von 1631 und 1693. Wilh. Prutz, [Stettin 1887].
- Festschrift zur Zweihundertjährigen Jubelfeier des Vereins Junger Kaufleute (früher Schützen-Companie der Handlungsdiener) in Stettin im Juni 1887. Stettin 1887.
- Friedrichswalde. In: Monatsblätter. Jg. 2, 1888, S. 129–133.
- Die Buchheide bei Stettin. Nach Meßtischblättern der Königl. Landesaufnahme. Nebst einem praktischen Führer. Hermann Saran, Stettin [1889] (4. Auflage Stettin 1894).
- Die Buchheide. In: Erinnerungsblätter zur Feier seines zehnjährigen Bestehens und des fünfzigjährigen Jubiläums der Friedrich-Wilhelm-Schule. Hrsg. von Verein früherer Schüler der Friedrich-Wilhelm-Schule. H. Dannenberg, Stettin 1890.
- Die Umgegend Stettins. Hermann Saran, Stettin  1892.
- Die Liegenschaften der Stadt Stettin Haus Stettin, Lübeck 2004.